# Malek Awab
Malek bin Awad, födda 11 januari 1961, är en singaporiansk före detta fotbollsspelare. Awad spelade större delen av sin karriär i Singapore Lions där han gjorde över 200 matcher. Han har även gjort 121 landskamper för Singapores landslag och deltog i Asiatiska mästerskapet 1984.